# Telegramă

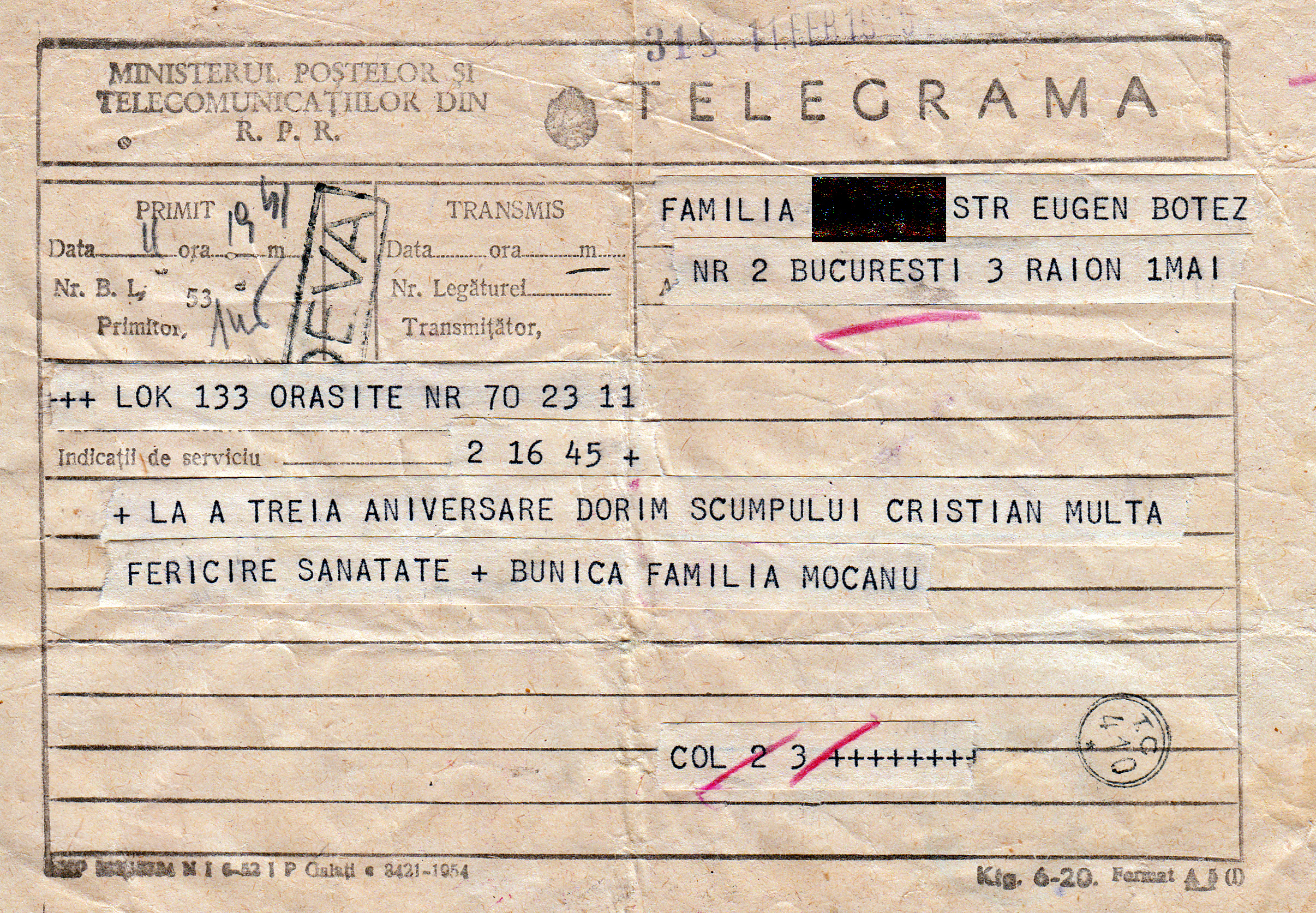
Telegramă transmisă în 1956. Textul transmis este scris pe o bandă continuă de hârtie cu adeziv pe verso. Banda este ruptă în bucăţi de lungime corespunzătoare şi lipită pe formularul de telegramă.

Telegrama este o forma de comunicare la distanță care implică esențializarea informației, chiar eliminarea cuvintelor mai puțin necesare, deoarece taxarea se face pe fiecare cuvânt.
Aceasta poate să informeze sau să exprime emoții, atitudini, gânduri, sentimente. In funcție de conținut, se deosebesc urmatoarele categorii de telegrame: de înstiintare, de felicitare, de condoleanțe, de mulțumire, de răspuns, oficiale. De cele mai multe ori se apelează la exprimarea eliptică, nerecomandată însa în cazul telegramelor adresate oficialităților sau unor persoane superioare nouă prin statutul lor social. I.L. Caragiale le folosește adesea în schițele sale.
Ea reprezintă o formă de corespondență, alături de bilet, carte poștală, scrisoare și se distinge prin următoarele:
- conține, de regulă, o singură informație;
- exprimarea este concisă;
- se suprimă unele cuvinte, mai ales cele cu rol de instrument gramatical;
- se pot omite anumite informații care se presupun a fi cunoscute sau subînțelese;
- este o formă de comunicare folosită în caz de urgență.

Reguli de redactare:
- în funcție de destinatar și de conținutul comunicării, se folosește un stil oficial sau unul colocvial;
- în telegrama oficială nu este recomandată exprimarea eliptică sau folosirea abrevierilor;
- suprimarea unor cuvinte sau abrevierile nu trebuie să prejudicieze înțelegerea conținutului.